# Paolo Mangelli Orsi
Pour les articles homonymes, voir Orsi.
Paolo Mangelli Orsi (né le 30 octobre 1762 à Forlì et mort le 4 mars 1846 à Rome) est un cardinal italien du XIXe siècle.

## Biographie
Mangelli exerce des fonctions au sein de la Curie romaine, notamment comme auditeur général de la Chambre apostolique. Le pape Grégoire XVI le crée cardinal lors du consistoire du 27 janvier 1843. Il participe au conclave de 1846, lors duquel Pie IX est élu pape.

## Source
- Fiche du cardinal sur le site de la FIU